# “天外来物”世界巡回演唱会
“天外来物”世界巡回演唱会是创作歌手薛之謙于4大洲、10国、62城举办的世界巡回演唱会。观演人数超过500万人，是有史以来观众人数最多的巡回演唱会之一，全球排名第17名。
薛之谦在这次巡演中创造了许多华语乐坛演唱会纪录，包括第五位单巡场次达到100场的华语歌手和第一位单巡体育场场次破100场的华语歌手。
10月15日，薛之谦在他的微博上宣布，将延长“天外来物巡演”，在海外举办七场与他在中国同规模的体育场演出。前四站分别是吉隆坡、悉尼、曼谷和新加坡。他是首位在海外举办戶外体育场巡演的中国大陆歌手。

## 背景
2021年7月13日，薛之谦在微博发布了“天外来物”的海报。7月24日，在超乐音乐节上问及三巡时，薛之谦说他“研究了好多一系列的非常好玩的”“應該不能説是演唱會吧，算是唱演會，會演很多很無聊的劇情在裏面”。“天外来物”在10月23日开启。2022年因为疫情，多场演唱会延期，其中海口站历经数次延期，终于在12月24日举办成功。
2023年3月，“天外来物”再次启航，薛之谦以几乎每周一站的节奏开始了世界巡演。在中国巡演范围覆盖30省级行政区49城，证明了他“我多走一步 你就能少走一步”的原则。2024年7月3日，薛之谦在微博上宣布“天外来物”以3地18场国内收官。

## 演出设计

### 故事情节
“天外来物”是一场演唱会，也是一场唱演会。故事中，薛之谦化身为一名星际执行官，奉命消灭地球。但他被人类的种种美好所感动，舍身拯救地球。演唱会通过整个故事向观众传递生活态度中的正能量并激发对美好生活的向往。
“天外来物”的剧情总共有五个部分:
1. VCR 1介绍了《宇宙生物联合保护条例》故事背景。星际执行官0717以《天外来物》降落地球，表明消灭地球的任务。Talk Part 1 以是否购买黄牛票说明他无法带过多人离开。
2. VCR 2提到0717需要带三个地球物种返回星际总部然后以《动物世界》和“欲望之塔”反映人类为了登船不择手段。Talk Part 2 0717 感叹碰瓷让人们不敢互相帮助，并呼吁观众相信世界上善意多于恶意。0717和舞者戴上灰色假发扮演老奶奶跌倒在舞台上，询问观众“扶不扶老奶奶”来探讨人类是否自私自利。全场观众以《演员》大合唱扶奶奶起来，感动了0717。
3. VCR 3中，0717对自己被人类感动表示不可思议，选择穿越时空去看看地球以前的样子。以《组曲串烧》和“旋转木马”回到了2017年薛之谦“我好像在哪见过你”巡回演唱会上、以《我好像在哪见过你》让0717恢复前世是地球人记忆。嘉宾给了0717一条项链为信物。
4. VCR 4中，总部感到不耐烦，派出宇宙舰队摧毁地球。0717成功的向总部为地球争取到了时间，暂时停止宇宙舰队靠近地球。以《变废为宝》和“高空走钢丝”表达0717希望人类可以变得更好。但星际总部执意摧毁地球，0717以放逐宇宙一百年作为拯救地球不被毁灭的条件，用《陪你去流浪》告别。
5. 0717的故事结束了，观众呼唤薛之谦的名字和《这么久没见》欢迎薛之谦回到地球。最后薛之谦以《天外来物》双膝跪地向每个方向的观众致以最真诚的感谢。

由于时间限制和舞台设置，海外演出曲目单和Talking Part减少也没有嘉宾。

### 舞台设计
“天外来物”通过灯光和道具创造出让观众沉浸其中的故事世界。其中的大飞船是星际太空主题必需的，每场演唱会之前制作团队动用40辆18米厢车装载运输配件，持续工作8天8夜，同时使用多台吊车将总重30吨的宇宙飞船升到30米的高空中。由于组装飞船的时间要求，他在巡演期间准备了两套飞船交替飞行。每个故事篇章都有分幕设计，例如第一章的8组9米高的“欲望之塔”、第三章的“旋转木马”穿梭时空、第四章的“高空走钢丝”呈现0717被人类的美好所感动的情感变化。
“天外来物”舞台上设置了多种不同组合的灯具，成功创建多层次递进的布局。总共有超过2000台灯具用量、28组可开合移动LED屏、21组升降台、250颗数控马达。导演团队调用了2200平方米的LED屏来配合音效勾画出多彩多姿的舞台。为了契合让人类把地球变得更美好的主题，观众席的荧光棒集中采用可降解、可回收材料制作。

### 音响设计
“天外来物”所有国内站都在户外体育场，体育场分有内场区和看台区。为了给所有观众完整的频响曲线，音响团队设置了多只L-Acoustics音响设备。主扩音响每串有12只K1和3只Kara；次低频音响每组有8只K1-SB；超低频音响每组有12只KS28；侧补音响每组有6只K2；前区补声音响有12只Kara；舞台返送音响有22只115XT HiQ、4只ARCS II和4只KS28。PA控台使用DiGiCo Quantum7控台，加上AVB作为主Aes备份和P1作为信号的路由矩阵，如此最终声音耦合更加完美。
音响团队还应用了延时塔来减少场地反射，提高整体听感，让后排的观众席享受到一致的频响。“天外来物”是较早在国内大规模使用延时塔的案例，从苏州站就开始了。吊挂的左右延时音箱有8只K1和2只K2，中间延时音箱有8只K1、四组地面延时音箱每组有4只K。

### 工作人员
资料来源于国内演出，根据日程安排和可用性可能会有微小变化。
- 出品方：潮石音乐
- 主办方：潮石音乐
- 举办方：每站不同，使用当地公司
- 制作单位：有秀必应
- 音乐总监：刘卓
- Monitor：张小年
- PA：张军军
- 舞蹈：SDT Show Pro
- 发型师：陈陈，LEO
- 化妆师：明朗
- 当地公安、文旅、消防、交警、人民政府等单位部门

## 评论

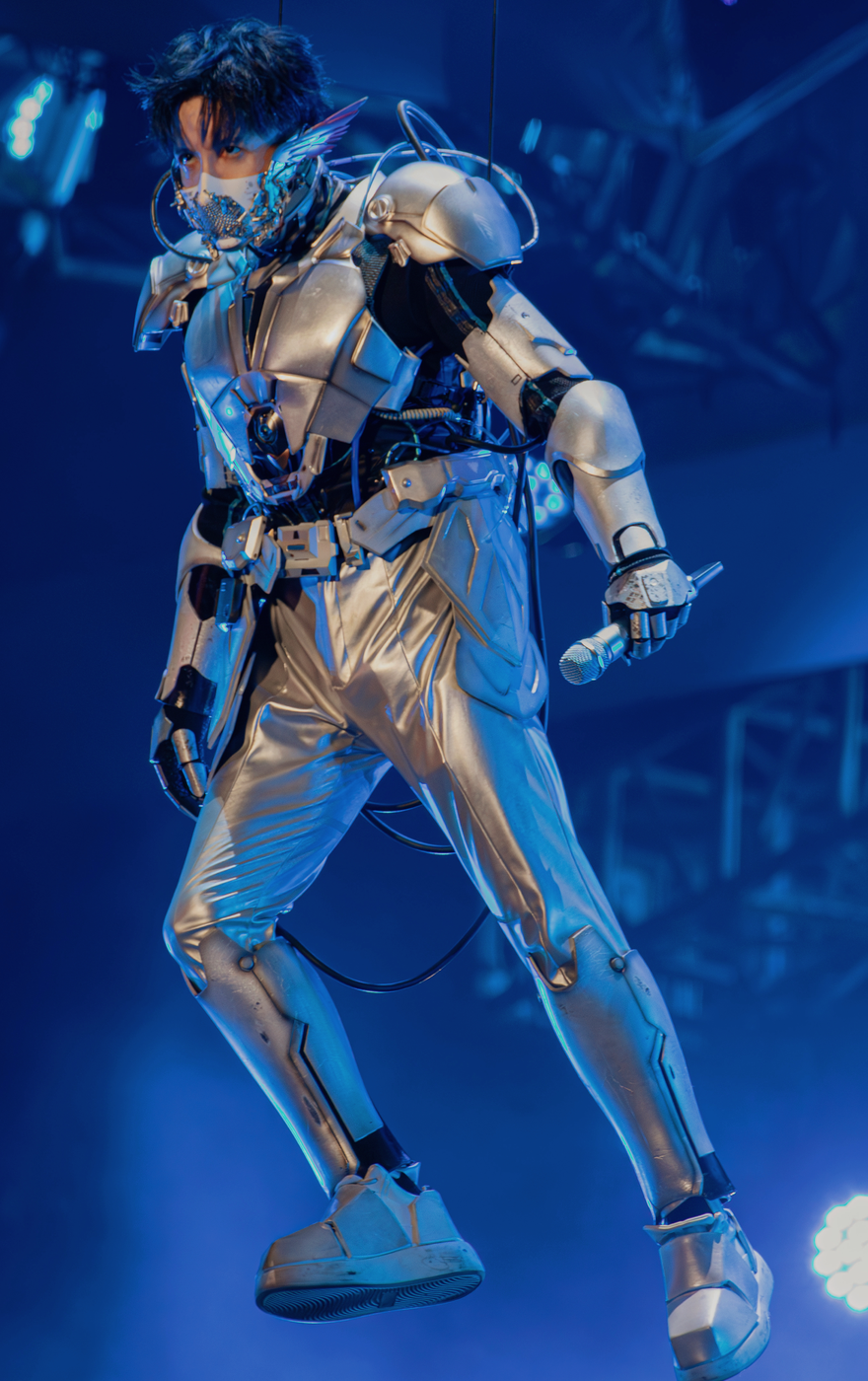
薛之谦 天外来物世界巡回演唱会 盔甲

“天外来物”巡演的设计因其沉浸式的世界构建而获得好评，为观众带来了“视觉和听觉盛宴”，创造了一场令人愉快的科幻音乐之旅。“天外来物”的灯光设计获多项国际设计大奖认可。 
薛之谦的表演舞台被描述为“壮观、宏伟、忠于故事情节”。薛之谦的“声音充满力度，非常适合他所唱的宏大歌曲”，在某些曲目中，他“堪称华丽摇滚之神[...]，伴随着充满活力的摇头动作”，并“在高亢的歌曲中与他的八名伴舞者一起跳起机器人般的舞步” 。
薛之谦的幽默风格被认为是此次演唱会成功的原因，完美的处理了演唱会的故事情节。这些笑话和俏皮话一开始可能会感觉“与歌曲的情感不协调”，但“对于像薛之谦这样俏皮的表演者来说，观众本应预料到演唱会上会出现有趣的的场面。”
观众互动是薛之谦演唱会的一大亮点。在每一站，他都会将当地文化融入到自己的表演中，用当地方言与观众交谈并更新《你还要我怎样》的歌词。薛之谦的“退票梗”被制作成合集并在网上广泛传播；每当薛之谦说错一个词或唱错歌词时，观众就会高兴地大喊“退票”。
在整个演唱会期间，向观众传递善待彼此、改善世界等理念受到了热烈欢迎，并因其正能量而受到认可。

### 获得奖项
- 2022年 微博音乐盛典 年度推荐演唱会
- 2023年 LIT Light Design Awards 演唱会灯光装置/音乐活动灯光装置奖[26]
- 2023年 MUSE Design Awards 灯光设计铂金奖[27]
- 2023年 Novum Design Awards 灯光设计金奖[28]
- 2024年 腾讯音乐娱乐盛典 年度演唱会[36]

## 商业表现

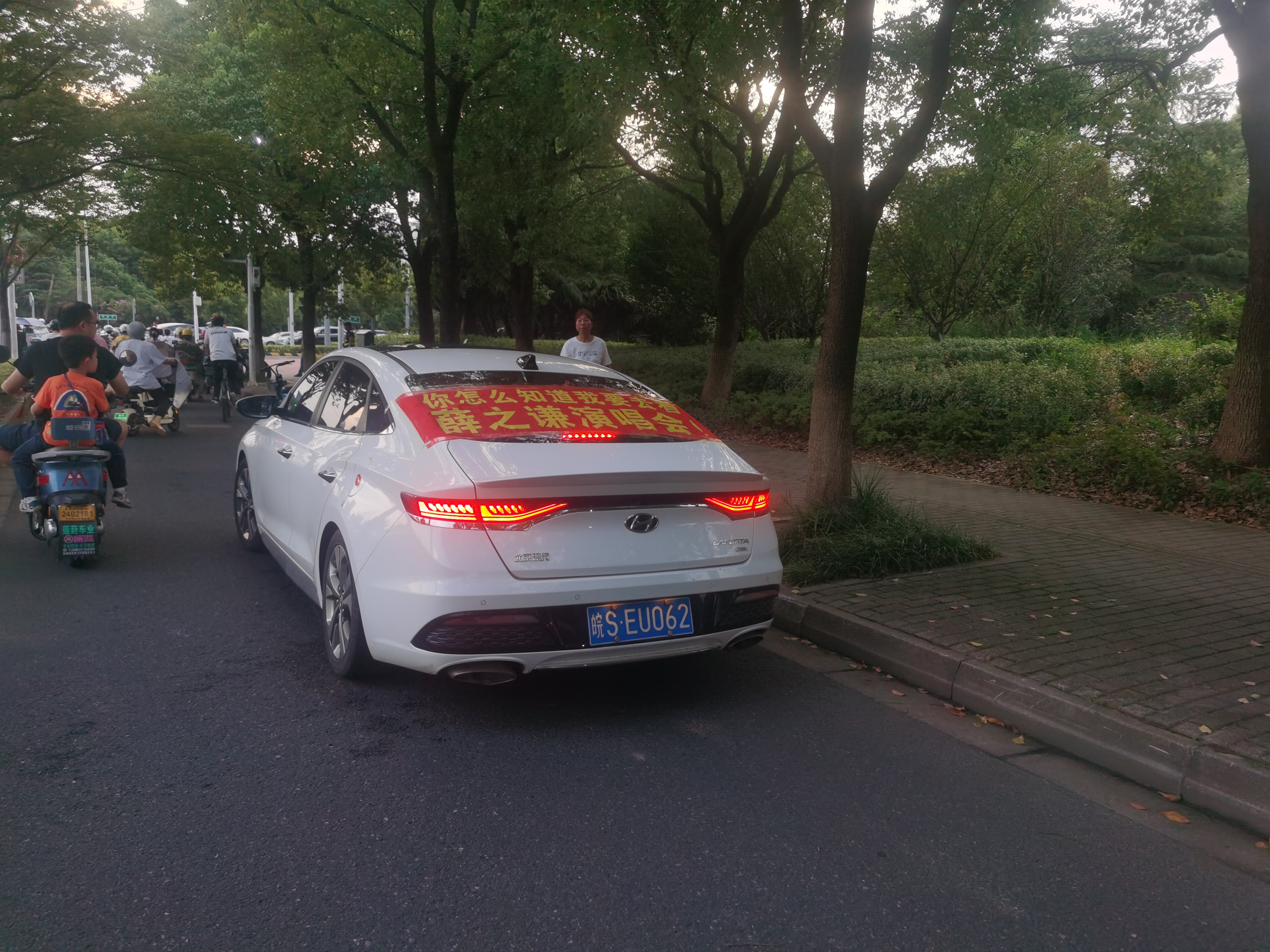
2024年8月15日苏州站期间，一辆准备驶入奥体中心的轿车，车后写有“你怎么知道我要去看薛之谦演唱会”的横幅

“天外来物”的巡演范围不仅有一二线城市，还包括三四线城市，极大地改善了三四线城市当地经济并创造了许多演唱会新纪录。2023年演出的首站是衢州，五万多人涌向这座三线城市，导致衢州在2023年全国票房增长最快的城市中名列第一。衢州新闻媒体中心在抖音官方账号上发布了视频，表达了对薛之谦的感谢。三明站为三明首场大型明星户外演唱会，两场演唱会吸引近6万名观众，带来可观的消费促进和网络热度。三明市旅馆几乎全满，社交平台的流量让亿万的人知道了三明这个城市。
2023年6月，潮石音乐与海南航空合作定制专属于“天外来物”巡演的《天外来物号》，为了营造沉浸体验感，在机身喷涂薛之谦演唱会海报同时在机内随处可见与薛之谦歌曲及演唱会相关元素，飞行航线也是根据巡演安排决定的定制化路线。7月，海南航空以《天外来物号》入选2023首届生态品牌论坛暨百大品牌颁奖典礼的“品牌营销案例TOP50”。
“天外来物”海外巡演也相当成功。伦敦和巴黎两站，演唱会门票售罄。吉隆坡和新加坡两站，由于反应热烈，首场演唱会门票迅速售罄，加了第二场，第二场门票也在短时间内售罄，再加了第三场，连唱三天。12月2日，“天外来物”海外返场新加坡国家体育场2月15日门票售罄后，宣布将于2月14日加场演出。
薛之谦以纽约巴克萊中心和拉斯维加斯美高梅大酒店两站票房580万美元、观演人数2.11万，在Billboard2024年2月最佳巡演排行榜上名列第23位，薛之谦是唯一上榜的华人歌手也是仅举办两场演唱会就跻身排行榜的五位艺人之一（另外四位是#12比利·乔尔、#14酷玩乐队、#20德雷克、#27史蒂薇·妮克丝）。悉尼超级穹顶体育馆将薛之谦列为吸引“高价值观众”的表演者，并报告称薛之谦的演唱会的“Net Promoter Score”（NPS）增长了72%，成为2023年以来NPS排名第二的节目，与其他同类节目相比增长了140%。在Pollstar的2024年中全球百强巡回演唱会榜单上，“天外来物”以五场演唱会获得总票房1030万美元，排名第85位；在2024年中北美百强巡回演唱会榜单上，以三场演唱会获得总票房750万美元，排名第83位；为这两个榜单上唯一的华语歌手。

### 单巡记录
| 年份   | 日期                                 | 城市     | 场馆                           | 记录                                                                               | 参考          |
| ------ | ------------------------------------ | -------- | ------------------------------ | ---------------------------------------------------------------------------------- | ------------- |
| 2021   | 10月23-24日                          | 苏州     | 苏州市体育中心体育场           | 2021演唱会项目票房、场次综合排序第一                                               | [ 51 ]        |
| 2021   | 11月27-28日                          | 广州     | 广州大学城体育中心体育场       | 2021演唱会项目票房、场次综合排序第一                                               | [ 51 ]        |
| 2023年 | 3月18-19日                           | 衢州     | 衢州市体育中心体育场           | 首位歌手开唱 首位歌手两连开                                                        | [ 52 ]        |
| 2023年 | 4月1日                               | 南宁     | 广西体育中心体育场             | 首位内地歌手开唱                                                                   | [ 42 ]        |
| 2023年 | 4月21-22日                           | 南昌     | 南昌国际体育中心体育场         | 首位歌手两连开                                                                     | [ 42 ] [ 53 ] |
| 2023年 | 4月28-29日                           | 南京     | 南京奥体中心体育场             | 首位歌手两连开                                                                     | [ 42 ] [ 53 ] |
| 2023年 | 5月13-14日                           | 济南     | 济南奥林匹克体育中心体育场     | 首位歌手两连开                                                                     | [ 42 ] [ 53 ] |
| 2023年 | 5月20-21日                           | 郑州     | 郑州奥体中心-郑地体育场        | 首位歌手两连开                                                                     | [ 42 ] [ 53 ] |
| 2023年 | 5月27日                              | 连云港   | 连云港市体育中心体育场         | 首位内地歌手开唱                                                                   | [ 42 ]        |
| 2023年 | 7月7-8日                             | 青岛     | 青岛市民健身中心体育场         | 首位歌手开唱 首位歌手两连开 人数最多的演唱会（每场4万人） 票房销售速度最快的演唱会 | [ 54 ]        |
| 2023年 | 7月14-16日                           | 衡阳     | 衡阳市体育中心体育场           | 首位歌手三连开                                                                     | [ 55 ]        |
| 2023年 | 7月21-23日                           | 合肥     | 合肥体育中心体育场             | 首位歌手三连开                                                                     | [ 55 ]        |
| 2023年 | 8月5-6日                             | 宜昌     | 宜昌奥体中心体育场             | 首位歌手两连开                                                                     | [ 42 ]        |
| 2023年 | 8月18-19日                           | 兰州     | 兰州奥体中心体育场             | 首位歌手两连开                                                                     | [ 42 ]        |
| 2023年 | 8月26-27日                           | 遵义     | 遵义奥林匹克体育中心体育场     | 首位内地歌手开唱                                                                   | [ 42 ]        |
| 2023年 | 9月9日                               | 成都     | 成都东安湖体育公园主体育场     | 首位歌手开唱                                                                       | [ 56 ]        |
| 2023年 | 9月29-30日                           | 滁州     | 滁州奥体中心体育场             | 首位歌手开唱 首位歌手两连开 异地观众占比94%，2023年演唱会中最高                    | [ 57 ]        |
| 2023年 | 11月3-4日                            | 成都     | 成都东安湖体育公园主体育场     | 首位歌手两连开                                                                     | [ 56 ]        |
| 2023年 | 11月11-12日                          | 温州     | 温州奥体中心主体育场           | 首位歌手开唱 首位歌手两连开                                                        | [ 58 ]        |
| 2023年 | 12月16-17日                          | 三明     | 三明体育中心体育场             | 首位歌手开唱 首位歌手两连开                                                        | [ 59 ]        |
| 2024年 | 1月13-14日                           | 曲靖     | 曲靖市文体公园体育场           | 首位歌手两连开                                                                     |               |
| 2024年 | 2月17日                              | 纽约     | 巴克莱中心                     | 100%上座率                                                                         | [ 60 ]        |
| 2024年 | 4月20-21日                           | 洛阳     | 洛阳奥林匹克中心体育场         | 首位歌手开唱 首位歌手两连开 第5位单巡破100场的华语歌手                             | [ 1 ]         |
| 2024年 | 4月26-27日                           | 镇江     | 镇江体育会展中心体育场         | 首位歌手两连开                                                                     |               |
| 2024年 | 5月10-12日                           | 厦门     | 厦门奥林匹克体育中心白鹭体育场 | 首位歌手开唱 首位歌手三连开                                                        | [ 61 ]        |
| 2024年 | 5月18-19日                           | 乌鲁木齐 | 乌鲁木齐奥体中心体育场         | 首位歌手开唱 首位歌手两连开                                                        |               |
| 2024年 | 6月1日                               | 青海     | 青海体育中心体育场             | 首位歌手开唱                                                                       |               |
| 2024年 | 6月21-23日                           | 徐州     | 徐州奥体中心体育场             | 首位歌手三连开                                                                     |               |
| 2024年 | 6月29-30日                           | 汕头     | 汕头体育中心体育场             | 首位单巡体育场场次破100场的华语歌手                                                | [ 2 ]         |
| 2024年 | 8月9日－11日、8月15日－16日、8月18日 | 苏州     | 苏州奥林匹克体育中心体育场     | 首位歌手六连开                                                                     |               |
| 2024年 | 11月23日                             | 吉隆坡   | 武吉加里尔国家体育场           | 首位内地歌手开唱                                                                   | [ 6 ]         |
| 2024年 | 12月1日                              | 悉尼     | 悉尼秀场体育场                 | 首位内地歌手开唱                                                                   | [ 6 ]         |
| 2024年 | 12月21日                             | 曼谷     | 雷顶体育场                     | 首位内地歌手开唱                                                                   | [ 6 ]         |
| 2025年 | 2月14日                              | 新加坡   | 新加坡国家体育场               | 首位内地歌手开唱                                                                   | [ 6 ]         |
| 2025年 | 2月15日                              | 新加坡   | 新加坡国家体育场               | 首位内地歌手开唱                                                                   | [ 6 ]         |

## 相关事件

### 抵制黄牛
由于天外来物演唱会的门票需求量大、人气非常高，黄牛们趁虚而入，试图哄抬价格。薛之谦曾多次正面怼黄牛。为了保护粉丝，他常在每个地点加场演出，增加粉丝拿到门票的可能性并减少粉丝与黄牛交涉的机会。他也敦促他的粉丝一巡看一场，把时间和金钱花在生活中的其他事情上。

### 成都演唱会
2023年9月10日，薛之谦因突发39度高烧，被迫取消第二场成都演唱会。薛之谦发着39度烧上台，向观众说对不起并说明补偿方案: 
1. 本地观众自行选择是否退票
2. 外地观众除了退票，机票、车票、酒店的费用也退。
3. 将来会返场成都，不退票的不需要再抢票。

接着薛之谦强忍着难受在舞台上待了一个小时，与观众互动。薛之谦无条件退票且负担机酒的补偿方案深受好评。天津市消费者协会表示“未能按照约定提供演唱服务，向消费者退回票款是基本责任”，在演出市场相关问题频繁的情况下“薛之谦和主办方积极主动的履责行为，是维护演出市场和谐消费环境值得弘扬的正能量”。2024年，其他歌手也采取了薛之谦的退款方案。

## 演唱曲目

### 国内歌单
- 天外来物
- 王子归来
- 慢半拍
- 彩券
- 火星人来过
- 无数
- 野心
- 动物世界
- 演员
- 苏黎世的从前
- 崇拜
- 组曲串烧: 认真的雪、深深爱过你、丑八怪、绅士、暧昧、意外、方圆几里、刚刚好、其实、黄色枫叶、怪咖、哑巴、违背的青春、天份、一半、我好像在哪见过你、那是你离开北京的生活
- 银河少年 (与王啸坤)
- 聊表心意(与刘惜君)
- 笑场
- 迟迟
- 变废为宝
- 你还要我怎样
- 陪你去流浪
- 这么久没见
- 骆驼
- 像风一样
- 配合
- 念
- 天外来物

### 海外歌单
- 天外来物
- 王子归来
- 演员
- 火星人来过
- 动物世界
- 丑八怪（新编曲）
- 崇拜
- 组曲串烧: 认真的雪、深深爱过你、暧昧、黄色枫叶、绅士、刚刚好（喂鱼）、天份、怪咖、那是你离开北京的生活、方圆几里、其实、一半、意外、违背的青春、我好像在哪见过你
- 你还要我怎样
- 野心
- 陪你去流浪
- 这么久没见
- 像风一样
- 念
- 天外来物

### 海外返场歌单
- 天外来物
- 王子归来
- 慢半拍
- 丑八怪（新编曲）
- 火星人来过
- 无数
- 动物世界
- 演员（大合唱）
- 租购 (录音室 版本）- （马来西亚吉隆坡 新歌首唱）
- 组曲串烧: 认真的雪、深深爱过你、暧昧、黄色枫叶、绅士（喂鱼）、刚刚好、你还要我怎样、天份、怪咖、那是你离开北京的生活 、情书、方圆几里、其实、一半、意外、违背的青春、我好像在哪见过你 - 前段正常版（上台）+（我好像在哪儿见过你+丑八怪+刚刚好（DJ版））+我好像在哪见过你 - 后段正常版
- Nothing（马来西亚吉隆坡 新歌首唱）吊威亚+走钢丝 白色斗逢（新衣服）
- 野心
- Stay Here (唱了一句"看 天空在闪 全都来得太晚）
- 陪你去流浪
- 这么久没见
- 解解闷
- 像风一样
- 守村人
- 念（看万兽锣鼓喧天（新改编曲 - 半段））
- 天外来物 Ending

### 特殊歌曲
每一站，薛之谦当地的方言、风俗、地标融入到歌曲中，成为观众期待的亮点。
- 《王子归来》 每站，最后一句台词都会变，变成“你在...吗？”作为问候或评论当地天气[32][72]
- 《你还要我怎样》 每站更新歌词，以反映当地的风俗和地标[30][32][33][34][21]
- 《洛城》 薛之谦在天外来物第99场、第100场洛阳演唱会上，邀请北京京剧院青衣演员张子熙演唱限量歌曲《洛城》[73][74]。薛之谦在演唱会上说，只有这个城市才有这首歌。

## 演唱会嘉宾
薛之谦在这次巡演中有两位固定的特别嘉宾：王啸坤和刘惜君。演出曲目会根据嘉宾而变化。如果是王啸坤，两人合唱《银河少年》；如果是刘惜君，两人合唱《聊表心意》。
在上海虹口足球场与国家体育场-鸟巢的演唱会，薛之谦请了以下十位嘉宾：
| 场次 | 日期           | 嘉宾   | 场馆            |
| ---- | -------------- | ------ | --------------- |
| 23   | 2023年06月21日 | 君君   | 上海虹口足球场  |
| 40   | 2023年08月11日 | 鄧紫棋 | 国家体育场-鸟巢 |
| 41   | 2023年08月12日 | 许嵩   | 国家体育场-鸟巢 |
| 42   | 2023年08月13日 | 张靓颖 | 国家体育场-鸟巢 |
| 123  | 2024年7月12日  | 陈伟霆 | 国家体育场-鸟巢 |
| 124  | 2024年7月13日  | 岳云鹏 | 国家体育场-鸟巢 |
| 125  | 2024年7月14日  | 李健   | 国家体育场-鸟巢 |
| 126  | 2024年7月17日  | 大鹏   | 国家体育场-鸟巢 |
| 127  | 2024年7月19日  | 王源   | 国家体育场-鸟巢 |
| 128  | 2024年7月20日  | 韩红   | 国家体育场-鸟巢 |

## 巡演場次

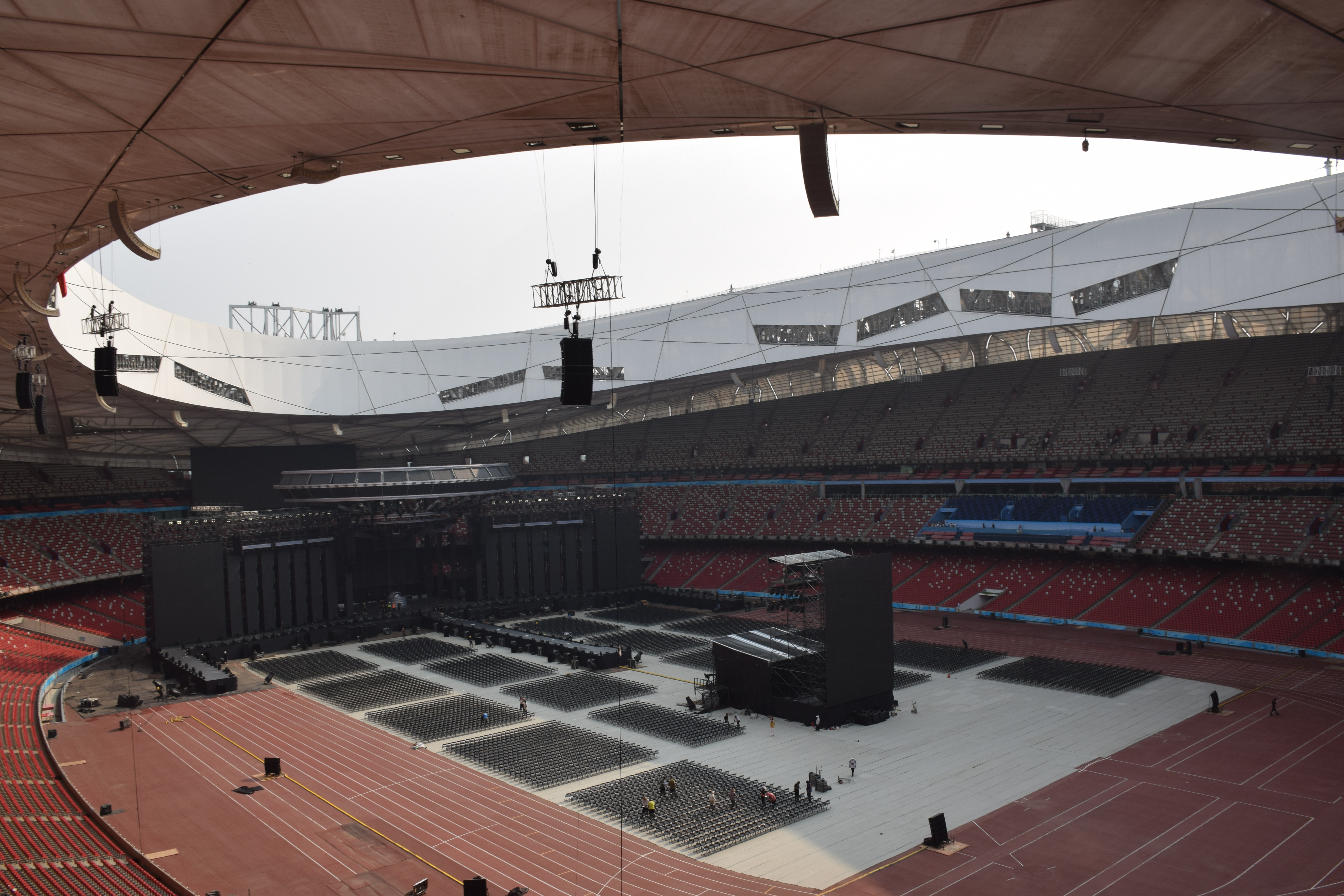
2024年7月10日的北京国家体育场，正在准备演唱会场地

截至2023年3月到2024年3月，总观演人数为270万。
截至2024年7月，总观演人数超过490万。
截至2024年8月国内收官，总观演人数近500万。
| 2021年-2025年: “天外来物”世界巡回演唱会 | 2021年-2025年: “天外来物”世界巡回演唱会 | 2021年-2025年: “天外来物”世界巡回演唱会                | 2021年-2025年: “天外来物”世界巡回演唱会 | 2021年-2025年: “天外来物”世界巡回演唱会 | 2021年-2025年: “天外来物”世界巡回演唱会 |
| #                                       | 年份                                    | 日期                                                   | 城市                                    | 场馆                                    |                                         |
| --------------------------------------- | --------------------------------------- | ------------------------------------------------------ | --------------------------------------- | --------------------------------------- | --------------------------------------- |
| 1                                       | 2021年                                  | 10月23日                                               | 苏州                                    | 苏州市体育中心体育场                    |                                         |
| 2                                       | 2021年                                  | 10月24日                                               | 苏州                                    | 苏州市体育中心体育场                    |                                         |
| 3                                       | 2021年                                  | 11月27日                                               | 广州                                    | 广州大学城体育中心体育场                |                                         |
| 4                                       | 2021年                                  | 11月28日                                               | 广州                                    | 广州大学城体育中心体育场                |                                         |
| 5                                       | 2022年                                  | 12月24日                                               | 海口                                    | 五源河體育場                            |                                         |
| 6                                       | 2023年                                  | 3月18日                                                | 衢州                                    | 衢州市体育中心体育场                    |                                         |
| 7                                       | 2023年                                  | 3月19日                                                | 衢州                                    | 衢州市体育中心体育场                    |                                         |
| 8                                       | 2023年                                  | 4月1日                                                 | 南宁                                    | 广西体育中心体育场                      |                                         |
| 9                                       | 2023年                                  | 4月14日                                                | 佛山                                    | 佛山世纪莲体育中心                      |                                         |
| 10                                      | 2023年                                  | 4月15日                                                | 佛山                                    | 佛山世纪莲体育中心                      |                                         |
| 11                                      | 2023年                                  | 4月21日                                                | 南昌                                    | 南昌國際體育中心體育場                  |                                         |
| 12                                      | 2023年                                  | 4月22日                                                | 南昌                                    | 南昌國際體育中心體育場                  |                                         |
| 13                                      | 2023年                                  | 4月28日                                                | 南京                                    | 南京奧體中心體育場                      |                                         |
| 14                                      | 2023年                                  | 4月29日                                                | 南京                                    | 南京奧體中心體育場                      |                                         |
| 15                                      | 2023年                                  | 5月13日                                                | 济南                                    | 济南奥林匹克体育中心体育场              |                                         |
| 16                                      | 2023年                                  | 5月14日                                                | 济南                                    | 济南奥林匹克体育中心体育场              |                                         |
| 17                                      | 2023年                                  | 5月20日                                                | 郑州                                    | 郑州奥体中心-郑地体育场                 |                                         |
| 18                                      | 2023年                                  | 5月21日                                                | 郑州                                    | 郑州奥体中心-郑地体育场                 |                                         |
| 19                                      | 2023年                                  | 5月27日                                                | 連雲港                                  | 連雲港市體育中心體育場                  |                                         |
| 20                                      | 2023年                                  | 6月3日                                                 | 武汉                                    | 武汉体育中心体育场                      |                                         |
| 21                                      | 2023年                                  | 6月4日                                                 | 武汉                                    | 武汉体育中心体育场                      |                                         |
| 22                                      | 2023年                                  | 6月10日                                                | 哈爾濱                                  | 哈爾濱會展中心體育場                    |                                         |
| 23                                      | 2023年                                  | 6月21日                                                | 上海                                    | 上海虹口足球場                          |                                         |
| 24                                      | 2023年                                  | 6月22日                                                | 上海                                    | 上海虹口足球場                          |                                         |
| 25                                      | 2023年                                  | 6月23日                                                | 上海                                    | 上海虹口足球場                          |                                         |
| 26                                      | 2023年                                  | 7月1日                                                 | 西安                                    | 西安奧體中心體育場                      |                                         |
| 27                                      | 2023年                                  | 7月2日                                                 | 西安                                    | 西安奧體中心體育場                      |                                         |
| 28                                      | 2023年                                  | 7月8日                                                 | 青岛                                    | 青岛市民健身中心体育场                  |                                         |
| 29                                      | 2023年                                  | 7月9日                                                 | 青岛                                    | 青岛市民健身中心体育场                  |                                         |
| 30                                      | 2023年                                  | 7月14日                                                | 衡阳                                    | 衡阳市体育中心体育场                    |                                         |
| 31                                      | 2023年                                  | 7月15日                                                | 衡阳                                    | 衡阳市体育中心体育场                    |                                         |
| 32                                      | 2023年                                  | 7月16日                                                | 衡阳                                    | 衡阳市体育中心体育场                    |                                         |
| 33                                      | 2023年                                  | 7月21日                                                | 合肥                                    | 合肥體育中心體育場                      |                                         |
| 34                                      | 2023年                                  | 7月22日                                                | 合肥                                    | 合肥體育中心體育場                      |                                         |
| 35                                      | 2023年                                  | 7月23日                                                | 合肥                                    | 合肥體育中心體育場                      |                                         |
| 36                                      | 2023年                                  | 7月28日                                                | 深圳                                    | 深圳大运中心体育场                      |                                         |
| 37                                      | 2023年                                  | 7月29日                                                | 深圳                                    | 深圳大运中心体育场                      |                                         |
| 38                                      | 2023年                                  | 8月5日                                                 | 宜昌                                    | 宜昌奧體中心體育場                      |                                         |
| 39                                      | 2023年                                  | 8月6日                                                 | 宜昌                                    | 宜昌奧體中心體育場                      |                                         |
| 40                                      | 2023年                                  | 8月11日                                                | 北京                                    | 國家體育場-鳥巢                         |                                         |
| 41                                      | 2023年                                  | 8月12日                                                | 北京                                    | 國家體育場-鳥巢                         |                                         |
| 42                                      | 2023年                                  | 8月13日                                                | 北京                                    | 國家體育場-鳥巢                         |                                         |
| 43                                      | 2023年                                  | 8月18日                                                | 蘭州                                    | 蘭州奧體中心體育場                      |                                         |
| 44                                      | 2023年                                  | 8月19日                                                | 蘭州                                    | 蘭州奧體中心體育場                      |                                         |
| 45                                      | 2023年                                  | 8月26日                                                | 遵義                                    | 遵義奧林匹克體育中心體育場              |                                         |
| 46                                      | 2023年                                  | 8月27日                                                | 遵義                                    | 遵義奧林匹克體育中心體育場              |                                         |
| 47                                      | 2023年                                  | 9月2日                                                 | 瀋陽                                    | 瀋陽奧林匹克體育中心體育場              |                                         |
| 48                                      | 2023年                                  | 9月3日                                                 | 瀋陽                                    | 瀋陽奧林匹克體育中心體育場              |                                         |
| 49                                      | 2023年                                  | 9月9日                                                 | 成都                                    | 成都東安湖體育公園主體育場              |                                         |
| /                                       | 2023年                                  | 9月10日 （因病延期至2023年11月4日）                    | 成都                                    | 成都東安湖體育公園主體育場              |                                         |
| 50                                      | 2023年                                  | 9月16日                                                | 福州                                    | 福州海峽奧林匹克體育中心體育場          |                                         |
| 51                                      | 2023年                                  | 9月17日                                                | 福州                                    | 福州海峽奧林匹克體育中心體育場          |                                         |
| 52                                      | 2023年                                  | 9月22日                                                | 廣州                                    | 廣州天河體育中心体育场                  |                                         |
| 53                                      | 2023年                                  | 9月23日                                                | 廣州                                    | 廣州天河體育中心体育场                  |                                         |
| 54                                      | 2023年                                  | 9月24日                                                | 廣州                                    | 廣州天河體育中心体育场                  |                                         |
| 55                                      | 2023年                                  | 9月29日                                                | 滁州                                    | 滁州奧體中心體育場                      |                                         |
| 56                                      | 2023年                                  | 9月30日                                                | 滁州                                    | 滁州奧體中心體育場                      |                                         |
| 57                                      | 2023年                                  | 10月5日                                                | 石家庄                                  | 河北奧林匹克體育中心體育場              |                                         |
| 58                                      | 2023年                                  | 10月6日                                                | 石家庄                                  | 河北奧林匹克體育中心體育場              |                                         |
| 59                                      | 2023年                                  | 10月14日                                               | 天津                                    | 天津奥体中心体育场                      |                                         |
| 60                                      | 2023年                                  | 10月15日                                               | 天津                                    | 天津奥体中心体育场                      |                                         |
| 61                                      | 2023年                                  | 10月20日                                               | 常州                                    | 常州奥体中心体育场                      |                                         |
| 62                                      | 2023年                                  | 10月21日                                               | 常州                                    | 常州奥体中心体育场                      |                                         |
| 63                                      | 2023年                                  | 10月27日                                               | 清远                                    | 清远体育中心体育场                      |                                         |
| 64                                      | 2023年                                  | 10月28日                                               | 清远                                    | 清远体育中心体育场                      |                                         |
| 65                                      | 2023年                                  | 11月3日                                                | 成都                                    | 成都東安湖體育公園主體育場              |                                         |
| 66                                      | 2023年                                  | 11月4日（原日期2023年9月10日因病延期）                 | 成都                                    | 成都東安湖體育公園主體育場              |                                         |
| 67                                      | 2023年                                  | 11月11日                                               | 温州                                    | 温州奥体中心主体育场                    |                                         |
| 68                                      | 2023年                                  | 11月12日                                               | 温州                                    | 温州奥体中心主体育场                    |                                         |
| 69                                      | 2023年                                  | 11月19日                                               | 伦敦                                    | 温布利体育馆                            |                                         |
| 70                                      | 2023年                                  | 11月22日                                               | 巴黎                                    | Zénith Paris                            |                                         |
| 71                                      | 2023年                                  | 12月2日                                                | 香港                                    | 亚洲国际博览馆Arena                     |                                         |
| 72                                      | 2023年                                  | 12月3日                                                | 香港                                    | 亚洲国际博览馆Arena                     |                                         |
| 73                                      | 2023年                                  | 12月8日                                                | 澳门                                    | 银河综艺馆                              |                                         |
| 74                                      | 2023年                                  | 12月9日                                                | 澳门                                    | 银河综艺馆                              |                                         |
| 75                                      | 2023年                                  | 12月10日                                               | 澳门                                    | 银河综艺馆                              |                                         |
| 76                                      | 2023年                                  | 12月16日                                               | 三明                                    | 三明体育中心体育场                      |                                         |
| 77                                      | 2023年                                  | 12月17日                                               | 三明                                    | 三明体育中心体育场                      |                                         |
| 78                                      | 2023年                                  | 12月23日                                               | 吉隆坡                                  | 亚通体育馆                              |                                         |
| 79                                      | 2023年                                  | 12月24日                                               | 吉隆坡                                  | 亚通体育馆                              |                                         |
| 80                                      | 2023年                                  | 12月25日                                               | 吉隆坡                                  | 亚通体育馆                              |                                         |
| /                                       | 2023年                                  | 12月29日（因安全问题取消，2024年返场在雷顶体育场演出） | 曼谷                                    | Impact会展中心                          |                                         |
| 81                                      | 2024年                                  | 1月5日                                                 | 新加坡                                  | 新加坡室内体育馆                        |                                         |
| 82                                      | 2024年                                  | 1月6日                                                 | 新加坡                                  | 新加坡室内体育馆                        |                                         |
| 83                                      | 2024年                                  | 1月7日                                                 | 新加坡                                  | 新加坡室内体育馆                        |                                         |
| 84                                      | 2024年                                  | 1月13日                                                | 曲靖                                    | 曲靖市文体公园体育场                    |                                         |
| 85                                      | 2024年                                  | 1月14日                                                | 曲靖                                    | 曲靖市文体公园体育场                    |                                         |
| 86                                      | 2024年                                  | 1月27日                                                | 海口                                    | 五源河體育場                            |                                         |
| 87                                      | 2024年                                  | 2月17日                                                | 纽约                                    | 巴克萊中心                              |                                         |
| 88                                      | 2024年                                  | 2月24日                                                | 拉斯维加斯                              | 米高梅大花园体育馆                      |                                         |
| 89                                      | 2024年                                  | 3月4日                                                 | 圣荷西                                  | SAP Center                              |                                         |
| 90                                      | 2024年                                  | 3月7日                                                 | 温哥华                                  | Rogers Arena                            |                                         |
| 91                                      | 2024年                                  | 3月13日                                                | 多伦多                                  | Coca-Cola Collseum                      |                                         |
| 92                                      | 2024年                                  | 3月23日                                                | 悉尼                                    | 悉尼超級巨蛋                            |                                         |
| 93                                      | 2024年                                  | 3月26日                                                | 墨尔本                                  | 罗德·拉沃竞技场                         |                                         |
| 94                                      | 2024年                                  | 3月30日                                                | 奥克兰                                  | 奥克兰SPARK 電訊競技場                  |                                         |
| 95                                      | 2024年                                  | 4月6日                                                 | 杭州                                    | 杭州奥体中心体育场(大蓮花)              |                                         |
| 96                                      | 2024年                                  | 4月7日                                                 | 杭州                                    | 杭州奥体中心体育场(大蓮花)              |                                         |
| 97                                      | 2024年                                  | 4月13日                                                | 重庆                                    | 重庆奥体中心体育场                      |                                         |
| 98                                      | 2024年                                  | 4月14日                                                | 重庆                                    | 重庆奥体中心体育场                      |                                         |
| 99                                      | 2024年                                  | 4月20日                                                | 洛阳                                    | 洛阳奥林匹克中心体育场                  |                                         |
| 100                                     | 2024年                                  | 4月21日                                                | 洛阳                                    | 洛阳奥林匹克中心体育场                  |                                         |
| 101                                     | 2024年                                  | 4月26日                                                | 镇江                                    | 镇江体育会展中心体育场                  |                                         |
| 102                                     | 2024年                                  | 4月27日                                                | 镇江                                    | 镇江体育会展中心体育场                  |                                         |
| 103                                     | 2024年                                  | 5月4日                                                 | 太原                                    | 山西体育中心体育场                      |                                         |
| 104                                     | 2024年                                  | 5月5日                                                 | 太原                                    | 山西体育中心体育场                      |                                         |
| 105                                     | 2024年                                  | 5月10日                                                | 厦门                                    | 厦门奥林匹克体育中心白鹭体育场          |                                         |
| 106                                     | 2024年                                  | 5月11日                                                | 厦门                                    | 厦门奥林匹克体育中心白鹭体育场          |                                         |
| 107                                     | 2024年                                  | 5月12日                                                | 厦门                                    | 厦门奥林匹克体育中心白鹭体育场          |                                         |
| 108                                     | 2024年                                  | 5月18日                                                | 乌鲁木齐                                | 乌鲁木齐奥体中心体育场                  |                                         |
| 109                                     | 2024年                                  | 5月19日                                                | 乌鲁木齐                                | 乌鲁木齐奥体中心体育场                  |                                         |
| 110                                     | 2024年                                  | 5月25日                                                | 大连                                    | 大连市体育中心体育场                    |                                         |
| 111                                     | 2024年                                  | 5月26日                                                | 大连                                    | 大连市体育中心体育场                    |                                         |
| 112                                     | 2024年                                  | 6月1日                                                 | 西宁                                    | 青海体育中心体育场                      |                                         |
| 113                                     | 2024年                                  | 6月14日                                                | 长沙                                    | 长沙贺龙体育中心体育场                  |                                         |
| 114                                     | 2024年                                  | 6月15日                                                | 长沙                                    | 长沙贺龙体育中心体育场                  |                                         |
| 115                                     | 2024年                                  | 6月16日                                                | 长沙                                    | 长沙贺龙体育中心体育场                  |                                         |
| 116                                     | 2024年                                  | 6月21日                                                | 徐州                                    | 徐州奥体中心体育场                      |                                         |
| 117                                     | 2024年                                  | 6月22日                                                | 徐州                                    | 徐州奥体中心体育场                      |                                         |
| 118                                     | 2024年                                  | 6月23日                                                | 徐州                                    | 徐州奥体中心体育场                      |                                         |
| 119                                     | 2024年                                  | 6月29日                                                | 汕头                                    | 汕头体育中心体育场                      |                                         |
| 120                                     | 2024年                                  | 6月30日                                                | 汕头                                    | 汕头体育中心体育场                      |                                         |
| 121                                     | 2024年                                  | 7月5日                                                 | 呼和浩特                                | 呼和浩特体育场                          |                                         |
| 122                                     | 2024年                                  | 7月6日                                                 | 呼和浩特                                | 呼和浩特体育场                          |                                         |
| 123                                     | 2024年                                  | 7月12日                                                | 北京                                    | 國家體育場-鳥巢                         |                                         |
| 124                                     | 2024年                                  | 7月13日                                                | 北京                                    | 國家體育場-鳥巢                         |                                         |
| 125                                     | 2024年                                  | 7月14日                                                | 北京                                    | 國家體育場-鳥巢                         |                                         |
| 126                                     | 2024年                                  | 7月17日                                                | 北京                                    | 國家體育場-鳥巢                         |                                         |
| 127                                     | 2024年                                  | 7月19日                                                | 北京                                    | 國家體育場-鳥巢                         |                                         |
| 128                                     | 2024年                                  | 7月20日                                                | 北京                                    | 國家體育場-鳥巢                         |                                         |
| 129                                     | 2024年                                  | 7月25日                                                | 深圳                                    | 深圳大运中心体育场                      |                                         |
| 130                                     | 2024年                                  | 7月26日                                                | 深圳                                    | 深圳大运中心体育场                      |                                         |
| 131                                     | 2024年                                  | 7月28日                                                | 深圳                                    | 深圳大运中心体育场                      |                                         |
| 132                                     | 2024年                                  | 8月2日                                                 | 深圳                                    | 深圳大运中心体育场                      |                                         |
| 133                                     | 2024年                                  | 8月3日                                                 | 深圳                                    | 深圳大运中心体育场                      |                                         |
| 134                                     | 2024年                                  | 8月4日                                                 | 深圳                                    | 深圳大运中心体育场                      |                                         |
| 135                                     | 2024年                                  | 8月9日                                                 | 苏州                                    | 苏州奥林匹克体育中心体育场              |                                         |
| 136                                     | 2024年                                  | 8月10日                                                | 苏州                                    | 苏州奥林匹克体育中心体育场              |                                         |
| 137                                     | 2024年                                  | 8月11日                                                | 苏州                                    | 苏州奥林匹克体育中心体育场              |                                         |
| 138                                     | 2024年                                  | 8月15日                                                | 苏州                                    | 苏州奥林匹克体育中心体育场              |                                         |
| 139                                     | 2024年                                  | 8月16日                                                | 苏州                                    | 苏州奥林匹克体育中心体育场              |                                         |
| 140                                     | 2024年                                  | 8月18日                                                | 苏州                                    | 苏州奥林匹克体育中心体育场              |                                         |
| 141                                     | 2024年                                  | 11月23日                                               | 吉隆坡                                  | 武吉加里尔国家体育场                    |                                         |
| 142                                     | 2024年                                  | 12月1日                                                | 悉尼                                    | 悉尼秀场体育场                          |                                         |
| 143                                     | 2024年                                  | 12月21日                                               | 曼谷                                    | 雷顶体育场                              |                                         |
| 144                                     | 2025年                                  | 2月14日                                                | 新加坡                                  | 新加坡国家体育场                        |                                         |
| 145                                     | 2025年                                  | 2月15日                                                | 新加坡                                  | 新加坡国家体育场                        |                                         |